# Vollenspit

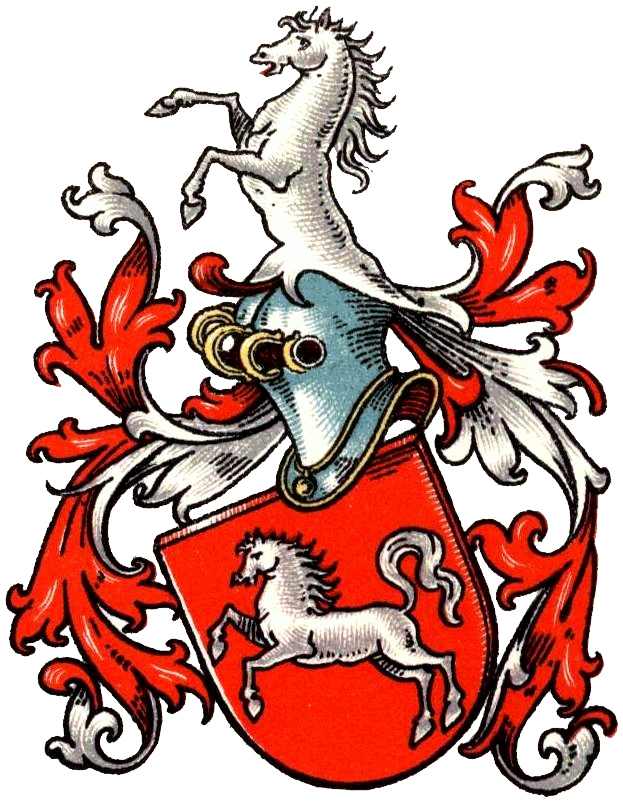
Wappen derer von Vollenspit

Vollenspit (auch Volenspit) ist der Name eines zum Ritterstand gehörenden westfälischen Adelsgeschlechtes, das 1210 erstmals urkundlich erwähnt wird. Der Name ist ein Beiname und heißt übersetzt "Fohlenspieß". Die Herren von Vollenspit gehörten zu den Gefolgsleuten der Grafen von der Mark.

## Geschichte

### Ursprung
Das Stammgut der von Volenspit soll nach Pfarrer Kumann zu Bockum im Kuhkamp bei dem Hofe Schulze Blasum in Bockum gelegen haben, wo man um 1800 noch die halbverfallenen Gräben und Wälle sehen konnte. Dieser Ansicht widerspricht Heinrich Petzmeyer, nach dessen Auffassung die Anlagen erst auf die Familie Smeling zurückgehen; Kumann habe sie fälschlicherweise mit den Volenspits in Verbindung gebracht. Ansonsten ist über Herkunft und Ursprung dieser Familie wenig bekannt.
Dietrich Vullespit taucht 1210 bei einer Rechtshandlung des Grafen Adolf I. von der Mark als Zeuge auf.
Dietrich Volenspit II. († 1289), Ritter, möglicherweise sein Sohn, gehörte 1261 zum engsten Gefolge des Grafen Engelbert I. von der Mark. 1269 stand auch sein Bruder Johann in märkischen Diensten. Von da an waren beide ständige Begleiter der Grafen von der Mark und wurden in den ständigen Fehden und Kriegen der märkischen Herrscher eingesetzt. Von Dietrich heißt es etwa, er habe 1264 im Rahmen einer Fehde mit dem Kölner Erzbischof seinen eigenen Leuten die Stadt Kamen über dem Kopf angesteckt. Der Chronist Levold von Northoff vermag den genauen Zweck dieses Vorgehens nicht zu nennen. Er vermutet jedoch, dass man auf diese Weise den Feind daran hindern wollte, Unterschlupf in der Siedlung zu nehmen. Auf der Reise nach Tecklenburg im Jahre 1277 kamen Dietrich und sein Lehnsherr in die Gefangenschaft des Hermann II. von Lohn (Stadtlohn) und wurden auf die Burg Bredevoort verbracht, wo Engelbert verstarb. Sein Sohn und Nachfolger Eberhard I. von der Mark belagerte die Burg im darauffolgenden Jahr, schlug die Besatzung in die Flucht und befreite die märkischen Gefangenen. 50 Mark, die Dietrich Volenspit bei der Gefangennahme bei sich getragen haben will, mussten die Lohner wieder herausgeben. Graf Eberhard ernannte Dietrich 1280 zu seinem Amtmann.
Seit 1269 gehörten die Brüder Volenspit zur Mannschaft der Landesburg Mark. Der Burgmannschaftsdienst erforderte von ihnen ständige Alarmbereitschaft. Die Machtkämpfe in der Region führten immer wieder zum Ausbrechen von Feindseligkeiten. Die von Volenspit hatten sich dann zur Verteidigung der Burg einzufinden. Zu ihren Pflichten gehörte auch der Schutz der Stadt Hamm. In Friedenszeiten saßen sie auf ihrem Lehen, ließen ihre Bauern für sich arbeiten und warteten auf den nächsten Kampf.
Theoderich Vollenspit, Ritter, legiert 1281 auf Todesfall dem Kloster Welver eine Rente aus seinem Hause zu Cunne im Kirchspiel Lo zu einer Memorie für sich und seine Familie.

### Volenspit zu Nordherringen
Ob bereits Dietrich Haus Nordherringen zum Lehen hatte, ist nicht vollständig geklärt.
Bezeugt wird erst sein Sohn Pultian Volenspit. Dieser fasste den Plan, auf Nordherringen eine Kapelle zu errichten. Nachdrücklich legte er seinen Söhnen Gottfried und Dietrich diese Aufgabe ans Herz.
Gottfried und Dietrich Volenspit erklärten sich 1312 zur Stiftung und zum Bau dieser Kapelle auf dem Gut Nordherringen bereit und überstellten das Haus Afhuppe im Kirchspiel Methler zur Ausstattung. 1322 stifteten die Volenspits die Kapelle, die daraufhin von Weihbischof Hermann geweiht wurde. Bis 1327 waren alle notwendigen Zustimmungen eingeholt. Daraufhin konnte Erzbischof Heinrich von Köln bekanntgeben, in Herringen befinde sich eine Kapelle, mit Renten begünstigt und mit einem Priester versehen. 1350 erwarb Gottfried Vollenspit von Wilhelm Merschen die Güter zu Merschen in der Bauerschaft Merschhoven im Kirchspiel Bockum als Mannlehen. Ferner kaufte er dort von Friedrich gt. Kotmann die Pipelbroke genannten Güter.
Dietrich Volenspit, ältester Sohn Gottfrieds, tauschte 1361 mit dem Edlen Balduin von Steinfurt das Eigentumsrecht der Steinfurter Zehnten in den Kirchspielen Ahlen und Sendenhorst gegen ein Allod zu Herringen. Vorübergehend wurde das Haus „Tom Bezege“ auf dem Beisey Nordherringen Steinfurter Lehen. Zwischen 1370 und 1385 ging ein Teil der Volenspitschen Güter an die Kapelle, so dass es das Haus Nordherringen unter den Volenspits zu keiner nennenswerten Grundherrschaft brachte. Die wenigen dem Hause eigenen Kötter wohnten südlich des Gutes sowie auf oder in der Nähe des Beiseys. Zwischen 1370 und 1388 erfuhr die Kapelle eine unerwartete Bereicherung.
Lambert Volenspit kaufte das Rektorat der Kapelle von seinen Verwandten; namentlich waren dies Godeke, Dietrich und seine Tochter Grete sowie der durch seine Frau Gertrud mit den Volenspits verschwägerte Hermann von Herringen. 1383 versah Herr Goscath van Hetvelde die Kapelle, da Lambert die Pfarrei Heessen übernahm.
Hermann Vollenspit gab 1386 zu Protokoll: Mit Furcht und Zwang sei er durch des Grafen Engelbert III. von der Mark Amtleute und Diener angehalten worden, zu der Kirche in Herringen zu gehen, Gottesdienste zu hören und die Sakramente zu empfangen. Obwohl er und syne Vurellern Inhaber des Huises Northerringen, und all syn Hussgesinde je und all tydt toe vurg, Capellen gangen, Goetsdienst to hoeren, dabye to syn und dat Sacrament des Altars in derselben to empfangen.

### Volenspit zu Kissinchusen
Alexander Volenspit († 1323) erhielt in der ersten Hälfte des 14. Jahrhunderts die Häuser zume Pote, das Große Haus zu Bockum und eine jährliche Rente von 9 Soester Schillinge 5 Pfennig aus dem Hammer Kloster von Deutz zu Lehen.
Sander Volenspitte, sein Sohn, verfügte 1429 als Lehnsherr über die Hove zu Kissinchusen im Kirchspiel Herringen.

### Weitere Güter
Weitere Güter des Hauses Volenspit lagen in Lünern östlich Unna (Volenspit gt. Dolberg), zu Vorhelm (Volenspit gt. Vette) und auf Heidemühlen in der Gemeinde Uentrop. Vermutlich beerbten sie auch die Edelherren von Dolberg. Aus ihren umfangreichen Erwerbungen schufen sie sich, wie selbstständige Landesherren, einen eigenen Lehnsverband.
Dietrich Vollenspit wurde als zweiter Sohn des Arnd Vollenspit († vor 1485) zu Heidemühle und dessen Frau Anna geb. Schnellenberg geboren. Als sie zur Witwe geworden war, trat Anna als Laienschwester in das Kloster Kentrop ein, wo bereits um 1480 ihre Tochter Ursula Nonne geworden war. Am 1. Februar 1498 wurde Dietrich Vollenspit Amtmann (Drost) zu Hamm. Aus dem Jahr 1505 datiert ein an ihn (Dietrich Volenspit, Amtmann zu Hamm) gerichtetes Schreiben der Stadt Soest.
1553 riefen die Erben des letzten Vollenspits up Macht derselwigen oirer angeborn Leens Eerffgerechtigkeit zur Neubelehnung in det Dorp tho Rinheren als oire alte gewoentliche Leens Maelplatzen. Unter den elf Lehnsstücken befand sich auch ein entfremdetes Deutzer Lehen, der Hof zu Kissingerhöfen.

## Weitere Mitglieder des Adelsgeschlechts
- Gottschalk Volenspit, Domherr in Münster

## Wappen
Blasonierung: Das Wappen zeigt in Rot ein galoppierendes silbernes Pferd. Auf dem Helm mit rot-silbernen Decken das Pferd wachsend.